# Pierre de La Ramée
Pour les articles homonymes, voir Ramée et ramus.
 (mars 2020).
Si vous disposez d'ouvrages ou d'articles de référence ou si vous connaissez des sites web de qualité traitant du thème abordé ici, merci de compléter l'article en donnant les références utiles à sa vérifiabilité et en les liant à la section « Notes et références ».
Pierre de La Ramée latinisé en Petrus Ramus (vers 1515 - 26 août 1572) est un logicien et philosophe français converti au calvinisme qui fut assassiné durant les massacres de la Saint-Barthélemy.

## Biographie

### Jeunesse
Né à Cuts, dans le Vermandois, et d'origine modeste, fils de laboureur, il n’avait guère que huit ans, lorsque, poussé par un irrésistible désir d’apprendre, il s’enfuit à Paris. Deux fois chassé par la misère, il y revint une troisième fois, en sorte que son oncle maternel, qui exerçait dans cette ville la profession de charpentier, touché de sa persévérance, consentit à le garder quelques mois chez lui, quoique la charge fût lourde pour un ouvrier qui n’avait d’autre moyen d’existence que son travail quotidien.
Obligé, de bonne heure, à pourvoir lui-même à ses besoins, il entra, dès l’âge de 12 ans, comme domestique, au service d’un riche écolier du collège de Navarre. Assuré de sa subsistance, il se fit inscrire, en 1527, sur les registres de l’académie de Paris, et suivit les cours avec toute l’assiduité possible, servant le jour son maître, et étudiant la nuit avec tant d’ardeur qu’à peine s’accordait-il deux ou trois heures de sommeil. Il découvre alors la pensée de Rodolphe Agricola en suivant les cours de Jean Sturm au Collège royal. Son travail opiniâtre devait lui faire promptement rattraper le temps qu’il avait perdu car, à l’âge de 21 ans, il fut reçu maitre ès arts, après avoir soutenu, pendant un jour entier, avec autant d’esprit que d’adresse, une thèse dénonçant la scolastique qui annonçait ce qu’il devait être un jour. Il est probable que les examinateurs ne virent dans la proposition, scandaleuse pour l'époque : « quaecumque ab Aristotele dicta essent commentitia esse » (« Rien de ce qu’Aristote a avancé n’est vrai »), choisie par le jeune étudiant pour sujet de thèse, qu’un ingénieux paradoxe, un jeu d’esprit. Ils avaient tort : sa vie fut employée à défendre cette assertion téméraire.

### Professorat
Son grade universitaire lui conférant le droit d’enseigner les arts libéraux, il ouvrit un cours public dans le collège du Mans et s’y lia d’une étroite amitié avec Omer Talon (ca 1510-1610) et Barthélemy Alexandre, à qui il fit bientôt partager ses convictions sur la nécessité de réformer l’enseignement. Les trois amis s’établirent au collège de l’Ave Maria, où la nouveauté de leur méthode attira en peu de temps un nombreux auditoire. Pour la première fois en France, l’étude de l’éloquence fut jointe à celle de la philosophie. Pour la première fois, l’autorité des poètes et des orateurs de l’antiquité fut invoquée à l’appui des règles de la logique ; pour la première fois, depuis des siècles, les arides disputes, les subtiles distinctions, les vaines logomachies cédèrent la place dans la chaire à l’enseignement qu’au dessus de l’autorité d’Aristote s’élevait l’autorité de la raison, « reine et maitresse de l’autorité. »
Ces tentatives de réforme de l’Université de Paris ne pouvaient plaire aux aristotéliciens, qui furent indignés lorsque, dans ses Aristotelicae animadversiones et ses Dialecticae partitiones, il attaqua Aristote avec vivacité, le traitant de sophiste et d’impie, qualifiant sa Dialectique d’indigeste fatras de règles inutiles, propres tout au plus à embrouiller les idées, niant l’authenticité de ses écrits et tournant ses disciples en ridicule. De violentes clameurs s’élevèrent au sein de l’Université, les plus grossières injures lui furent prodiguées, et le recteur fit censurer ses deux ouvrages par la Faculté de théologie et en dénonça l’auteur au Parlement comme un ennemi de la religion. L’audacieux professeur avait cependant le soutien des étudiants prêts à le venger des insultes de ses ennemis. Pour mettre un terme à des querelles qui s’envenimaient chaque jour, François Ier évoqua l’affaire à son Conseil et ordonna que La Ramée et Antoine de Govéa, son principal adversaire, disputeraient en sa présence. Comme parmi les cinq arbitres choisis par le roi, il y avait trois aristotéliciens zélés, le hardi novateur ne pouvait manquer d’être condamné. Ses juges ne se donnèrent même pas la peine de sauver les apparences, en sorte que La Ramée, indigné de leur partialité, abandonna la partie, avant la fin de la dispute. Au terme du jugement rendu le 1er mars 1544, ses deux livres furent supprimés comme pleins de mensonges, de médisances, de faussetés. François Ier ne se contenta pas d'approuver cette sentence, il l’aggrava encore en défendant à l’auteur de professer la philosophie.

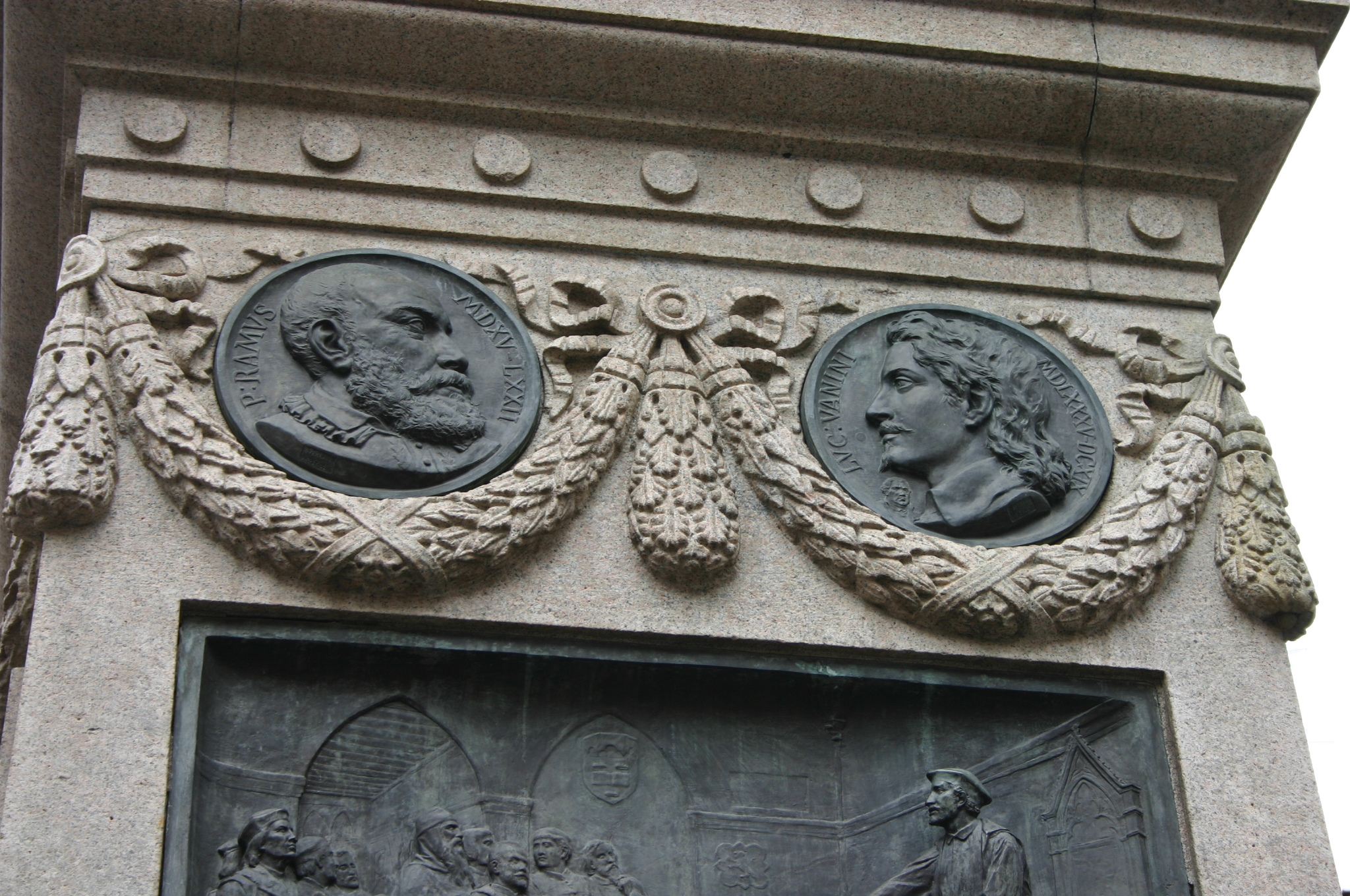
Base d’un monument à la gloire de Giordano Bruno comportant un médaillon (en haut à gauche) de La Ramée et de Vanini. Bruno et Vanini furent aussi victimes des luttes engagées contre l'hétérodoxie religieuse au début des années 1600.

La Ramée se soumit et se borna à l’enseignement de l’éloquence et des mathématiques, tandis que les scolastiques célébraient, en l’accablant d’outrages, leur triomphe complet. Cependant, alors qu'il fuyait une épidémie ravageant Paris en 1545, probablement retiré auprès de sa mère et de sa sœur Françoise, il reçut, dans sa retraite, une lettre du principal du collège de Presles, lui offrant de le suppléer. La Ramée accepta ses propositions d’ailleurs avantageuses, et obtint le consentement du roi malgré l’opposition de la Sorbonne. Sous son habile tutelle, ce collège, un des plus pauvres et des moins fréquentés, devint en peu de temps un des plus florissants. Les élèves y affluèrent de tous côtés, malgré l’extrême sévérité de la discipline qu’il y introduisit. Mais, comme l’a écrit Gérando, « La Ramée avait un avantage sur l’enseignement de l’école ; il était intelligible, ses règles se prêtaient facilement à l’application, ses exercices recevaient un agrément toujours nouveau et une sorte de vie de l’heureux choix d’exemples auquel il avait recours. » Après avoir consacré les huit premières années de son enseignement aux trois premiers arts libéraux (grammaire, rhétorique, logique), il y fait entrer l'étude des mathématiques, dont l'enseignement n'était alors pas jugé digne de l'université car elles étaient uniquement utilisées par les marchands et les artilleurs. Quoiqu’il eût obéi à la lettre du décret royal en se chargeant des leçons de rhétorique et en laissant le cours de philosophie à Omer Talon, ses ennemis, jaloux de la prospérité croissante de son collège, provoquèrent de nouvelles poursuites contre lui. Mais le cardinal de Lorraine, son ancien condisciple devenu archevêque de Reims, le soutint de son crédit, lui obtenant même, après la mort de François Ier, la permission d’enseigner la philosophie. Le premier usage que La Ramée en fit fut de réimprimer ses deux ouvrages, en y introduisant d’importants développements, mais en les adoucissant dans certaines parties.
Quelques écrits sur ou plutôt contre Cicéron et Quintilien, qu’il publia vers la même époque, soulevèrent une nouvelle tempête et firent descendre dans la lice le trop fameux Jacques Charpentier. Grâce à de puissantes protections, ce dernier, qui s’était fait nommer recteur à l’âge de 25 ans, employa toute l’autorité que lui conférait son poste à ruiner le collège de Presles et à en tourmenter professeurs et élèves par d’insupportables vexations. Il voulut d’abord exclure les élèves des grades universitaires, mais l’assemblée des régents de philosophie les rétablit dans leurs droits. Cet échec ne le rebuta pas. Il s’en prit au principal qu’il accusa de violer les statuts de l’Université. Saisi de l’affaire par l’appel de La Ramée, le parlement l’autorisa à expliquer, au moins en certains jours et à certaines heures, les auteurs prescrits par les règlements comme il l’entendrait, et non mot à mot, ainsi que Charpentier prétendait l’y astreindre. Indigné de ces tracasseries, le cardinal de Lorraine, qui resta son ami et protecteur zélé jusqu’à sa conversion au protestantisme, engagea Henri II à créer en sa faveur une douzième chaire au Collège royal. La Ramée fut donc nommé professeur royal d’éloquence et de philosophie, vers le milieu du mois d’aout 1554. Il ouvrit son cours, le mois suivant, par un discours éloquent où il se défendit, avec autant de dignité que de force, contre les calomnies qu’on répandait sur son compte.
La réputation de La Ramée ne tarda pas à se répandre dans toute l’Europe, surtout en Allemagne. Il acquit même à la Cour de Henri II un crédit qui fut plus d’une fois utile à l’Université, notamment, en 1557, lors des fameuses querelles des étudiants avec les moines de Saint-Germain-des-Prés. Le service qu’il rendit en cette grave circonstance ne désarma pas ses ennemis. Comme ils n’osaient attaquer directement les leçons d’un lecteur du roi, ils s’attachèrent à celles qu’il continuait à donner au collège de Presles. Leurs grossières injures ne furent pourtant pas capables de le faire dévier de la modération qu’il s’était promis de suivre. Il ne daigna repousser que l’agression d’Adrien Turnèbe car c’est le seul de ses adversaires qu’il estimait. Cette patience finit par triompher de la haine, mais pas de Charpentier, qui seul resta indomptable, et auquel les guerres de religion devaient fournir l’occasion de perdre un homme qu’il jalousait à la fureur.

### Conversion

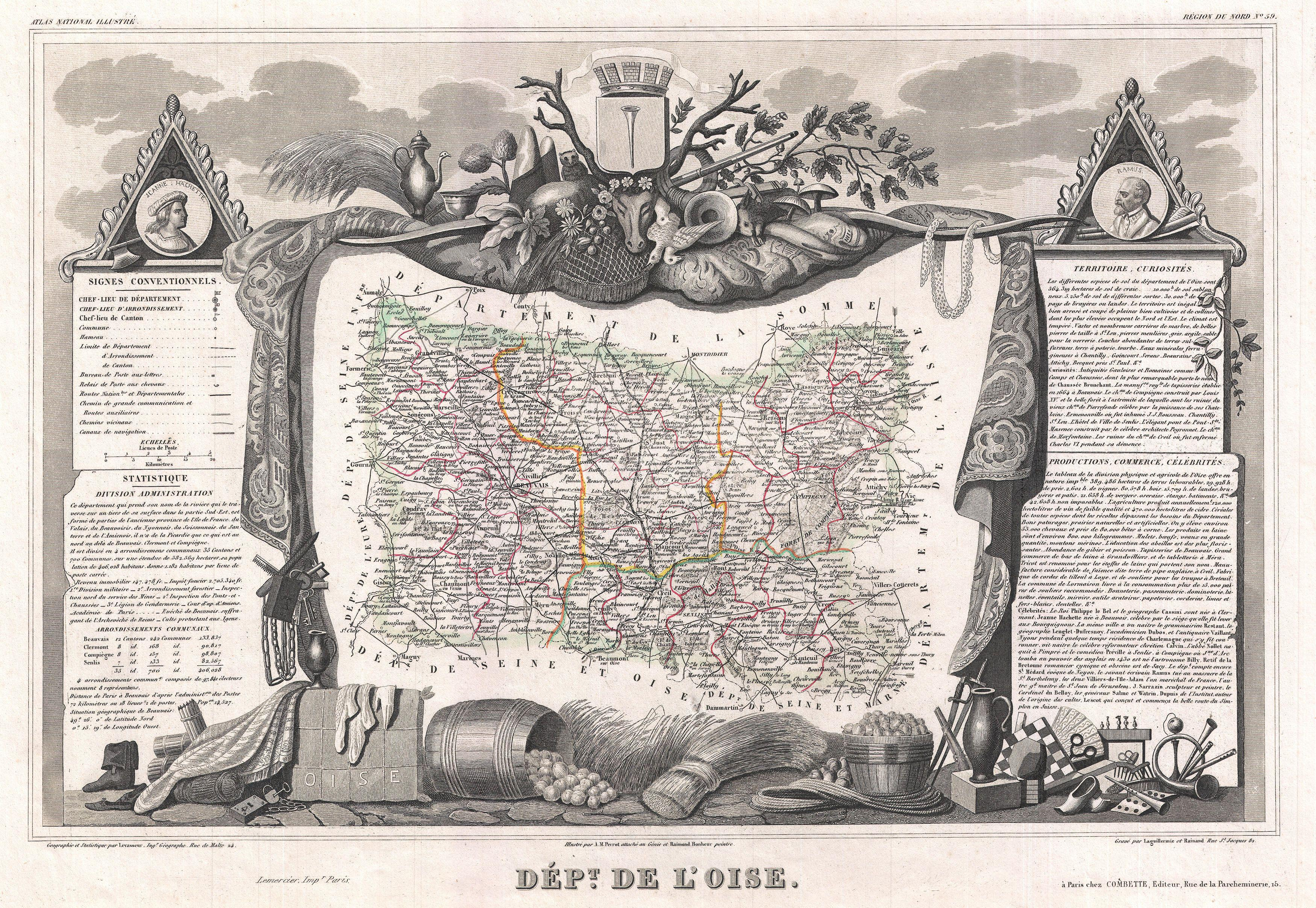
Carte du département de l’Oise publiée par Victor Levasseur dans l’édition de 1852 de son Atlas national de la France illustrée. Un médaillon (en haut, à droite) montre La Ramée.

Jusqu’en 1561, La Ramée resta, au moins extérieurement, fort attaché à la religion catholique. Son premier acte de protestantisme fut de s’opposer à la protestation de l’Université contre l’édit de tolérance de Saint-Germain : on a dit qu’aussitôt après la publication de ce célèbre édit, il fit briser ou enlever les images de la chapelle de son collège. Depuis longtemps suspect de luthéranisme, bien qu’il n’eût pas encore fait, à cette époque, profession ouverte de la religion réformée, il quitta Paris par prudence, après la publication de l’arrêt du parlement chassant tous les protestants de la ville. Il était retiré à Fontainebleau, sous la protection de Catherine de Médicis lorsque ses ennemis l’y découvrirent, et il ne put leur échapper que par la fuite. Ayant trouvé un asile dans le château même de Vincennes, il fut bientôt forcé de le quitter aussi et erra donc dans les environs de Paris, caché sous divers déguisements, jusqu’à la conclusion de la paix, qui lui permit de rentrer au collège de Presles et de remonter dans sa chaire du Collège royal. Rendu à son nombreux auditoire, il reprit avec une nouvelle ardeur ses cours sur les arts libéraux, n’opposant que le mépris aux attaques de plus en plus violentes de ses ennemis, à la tête desquels était Charpentier dont la haine fut attisée par les obstacles apportés par La Ramée à son admission dans la chaire des mathématiques au Collège royal, chaire qu’il devait, non à son mérite, mais à la protection des Guise et des Jésuites.
La Ramée aurait pu prévenir le sort funeste que lui préparaient les inimitiés soulevées par ses tentatives de réforme, s’il avait accepté de s’expatrier. L’université de Bologne lui fit offrir la chaire de Romulus Amaseus avec un traitement de mille ducats, mais il refusa par patriotisme d’accepter ces offres brillantes. « Amo patriam, ejusque praeclaras laudes celebrari maxime cupio » (J'aime mon pays, et je désire avant tout que ses glorieuses louanges soient célébrées), a-t-il écrit. Il continua donc à enseigner avec éclat jusqu’à la seconde guerre civile. Après la tentative infructueuse de Condé pour s’emparer de la personne du roi, il aurait assurément été massacré, s’il ne s’était réfugié dans le camp du prince. Brantôme affirme que c’est lui qui, par son éloquence, décida les reitres à se contenter des 30 000 écus que l’armée huguenote put leur offrir. La paix lui permit de rentrer à Paris, mais il ne rentra pas aussi facilement que la première fois dans son collège de Presles, dont la principauté avait été donnée à l’abbé Antoine Muldrac, par arrêt du parlement du 29 janvier 1568. Prévoyant d’ailleurs la prochaine reprise des hostilités, il ne resta que quelques semaines à Paris. Dès le mois d’août, muni d’un sauf-conduit de Charles IX, qui lui avait accordé, sur sa demande, un congé d’un an, il se mit en route avec Hubert Languet, et il arriva, dans le courant de septembre, après un voyage plein de dangers, à Strasbourg où il fut reçu comme en triomphe. Cependant il ne s’y arrêta que fort peu de temps, les scholarques lui ayant refusé, malgré la recommandation de Jean Sturm, une place de professeur au Gymnase, par l’unique raison qu’il n’était pas aristotélicien.
De Strasbourg, La Ramée se rendit à Bâle qu’il ne quitta, sauf un voyage à Zurich, que pour aller visiter l’Allemagne, vers la fin de l’année suivante. À l’université de Heidelberg, il fut retenu par l’électeur palatin qui lui donna la chaire vacante par la mort de Strigelius. Pendant son séjour dans cette dernière ville, il reçut des offres brillantes de la part du roi de Pologne, qui désirait l’attacher à l’université de Cracovie, et du roi de Hongrie qui aurait voulu le placer à la tête de l’Académie de Weissenburg. Il les refusa parce qu’il ne voulait pas s’éloigner de la France où il comptait revenir dès que la guerre aurait cessé, mais l’intolérance du sénat académique et la violente opposition des étudiants allemands ne lui ayant pas permis d’attendre ce moment à Heidelberg, il en partit au commencement de 1570, dans l’intention de visiter Francfort, Nuremberg, alors renommée pour la fabrication des instruments de mathématiques, et Augsbourg, où il apprit l’ouverture des négociations pour la paix. Cette nouvelle impatiemment attendue le décida à reprendre la route de sa patrie, en traversant la Suisse. À son passage à Genève, on le pria de faire un cours public. Comme la paix n’était pas encore conclue, il y consentit et commença à expliquer, à sa manière, la première Catilinaire mais, après quelques jours, Bèze et le recteur de l’Académie, qui craignaient sans doute, comme beaucoup d’autres docteurs protestants, que leurs élèves ne soient désavantagés dans leurs luttes avec les controversistes catholiques, si le ramisme envahissait l’école, l’engagèrent à changer sa méthode d’enseignement. La Ramée qui croyait savoir aussi bien qu’eux « la manière qu’il fallait suivre » cessa immédiatement ses leçons, mais il resta à Genève, d’où la peste le chassa quelques semaines après.

### Controverse réformée
Accompagné de François Meissonier, il partit pour Lausanne, où il fit aussi quelques leçons, et la paix de Saint-Germain ayant été signée sur ces entrefaites, il revint à Paris. Il trouva sa chaire au Collège royal et la principauté du collège de Presles occupées par ses ennemis. L’ordonnance du 8 octobre, qui défendait à toute personne non catholique de tenir « escholes, principautés et collèges » lui ayant enlevé l’espoir d’y rentrer, il songea à retourner à Genève mais Bèze, aussi zélé partisan d’Aristote que Govéa lui-même, repoussa les ouvertures qu’il lui fit faire. La Ramée eut alors recours au roi et à la reine-mère, qui n’avaient cessé de lui témoigner de la bienveillance, et il finit par obtenir qu’on lui laisserait, en considération de ses longs services, le titre et le traitement de professeur et de principal ; on lui permit même de nommer son successeur au collège de Presles. Il rentra donc dans son collège, et ne s’occupa plus, dès lors, que de travaux littéraires et de l’étude de la théologie à laquelle il avait commencé à s’appliquer pendant son voyage en Allemagne. Convaincu par la lecture des Actes des Apôtres et des Épitres de Paul que l’organisation de l’Église réformée, telle que l’avait décrétée le premier synode national de Paris en 1559, s’éloignait en plusieurs points de celle de l’Église primitive, il aurait voulu la ramener à ce type, en faisant intervenir la communauté entière dans la décision des questions non seulement de discipline, mais de doctrine même, dans l’élection des anciens comme dans l’excommunication des fidèles. Ses idées furent partagées en partie par le synode de l’Isle-de-France ; mais Bèze les fit condamner au Synode national de Nîmes qui le comprit dans la même censure que Du Rosier, Bergeron et Morelli.

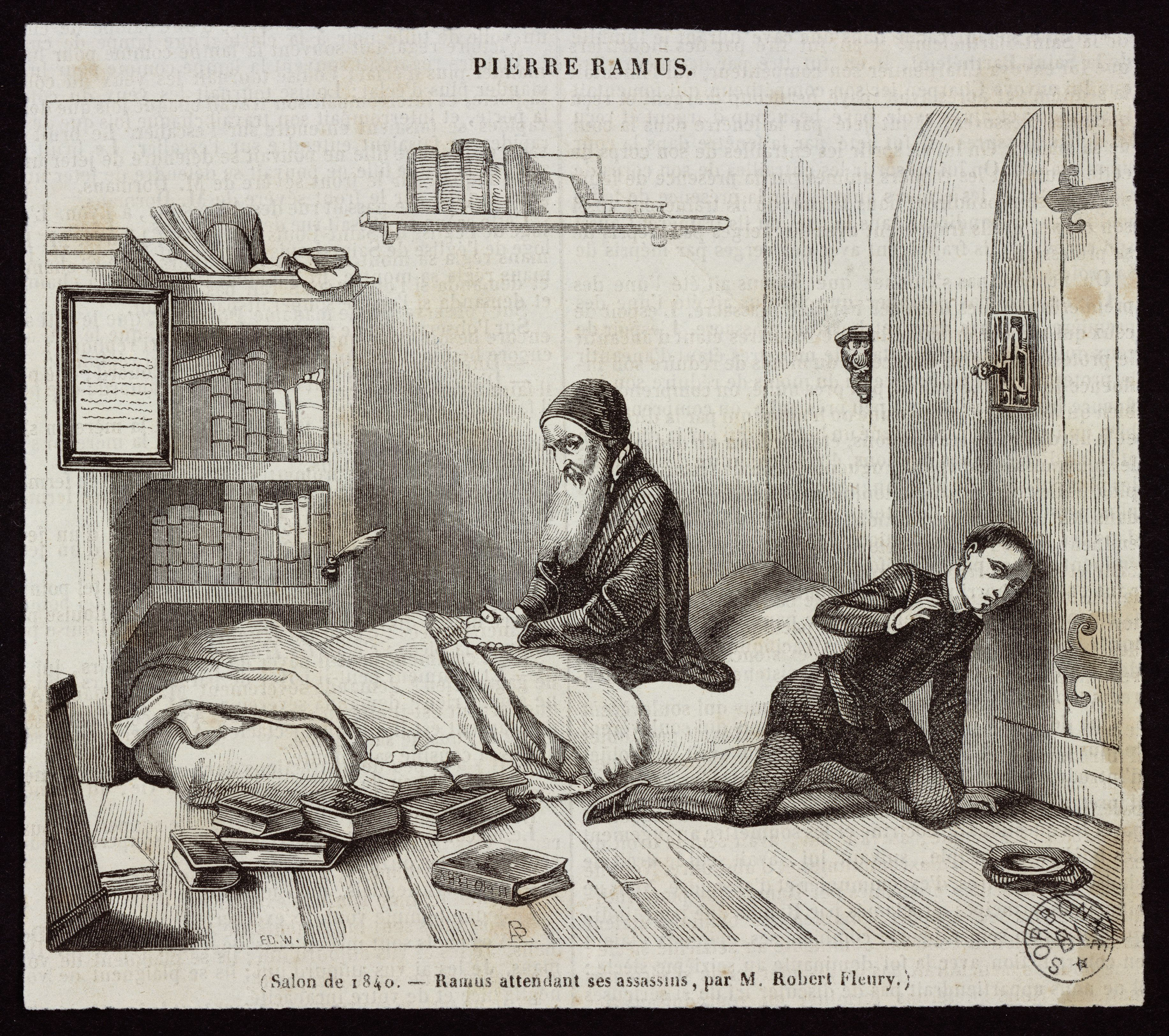
Robert-Fleury, Joseph-Nicolas (1797-1890), Salon de 1840. Ramus attendant ses assassins (Bibliothèque de la Sorbonne, NuBIS)

### Mort
Il venait de refuser d’accompagner Montluc en Pologne, parce qu’il ne voulait pas « vendre son éloquence, » lorsque commencèrent les massacres de la Saint-Barthélemy. Caché un certain temps dans une librairie de la rue Saint-Jacques, il était rentré chez lui au troisième jour des massacres, le mardi 26 août, lorsque des assassins forcèrent l’entrée du collège de Presles, le découvrirent dans son cabinet de travail, où il s’était paisiblement retiré, et le percèrent de coups alors qu’il était dans le recueillement et la prière, avant de le précipiter encore vivant du cinquième étage, pour le traîner par les pieds dans la Seine. On y a vu la main de son ennemi irréductible Jacques Charpentier, qui lui avait succédé à la chaire de mathématiques et dont il avait dénoncé l’ignorance.

## Points de vue
- D'après son contemporain et ancien élève Nicolas de Nancel, La Ramée était un homme de belle prestance, portant une belle barbe noire dont il était très fier. Obligé de se raser sur ordre du recteur, il s'enferma à son domicile jusqu’à ce qu'elle eût repoussé.
- Il était d'un naturel sobre, tant en alimentation qu'en boisson. Prenant un bain une fois par an, il se lavait toutefois chaque jour le visage et les mains dans un mélange d'eau et de vin blanc.
- Bien qu'en tant que principal de collège le mariage lui fût interdit[6], on lui a prêté quelques connaissances féminines[réf. souhaitée].
- Nancel lui prête aussi un caractère détestable, allant jusqu’à l'agression physique de ses étudiants, ce qui ne l'empêcha pas de rassembler de nombreux disciples. Sa confortable fortune personnelle lui permit de doter la chaire de mathématiques.
- Christopher Marlowe met en scène son assassinat dans Massacre à Paris, 1593, dont l'action se passe au moment de la Saint-Barthélémy.

« Was it not thou that scoff'dst the Organon,

And said it was a heape of vanities? »
(N'était-ce pas toi qui te moquait de l'Organon

Et qui dit que c'était un tas de vanités?)
- Voltaire lui consacre un passage[8] de son Dictionnaire philosophique :

« Mais que ce Ramus ou La Ramée, fondateur d’une chaire de mathématiques au Collége royal de Paris, bon philosophe dans un temps où l’on ne pouvait guère en compter que trois, Montaigne, Charron et de Thou l’historien ; que ce Ramus, homme vertueux dans un siècle de crimes, homme aimable dans la société, et même, si on veut, bel esprit ; qu’un tel homme, dis-je, ait été persécuté toute sa vie, qu’il ait été assassiné par des professeurs et des écoliers de l’Université ; qu’on ait traîné les lambeaux de son corps sanglant aux portes de tous les collèges, comme une juste réparation faite à la gloire d’Aristote ; que cette horreur, dis-je encore, ait été commise à l’édification des âmes catholiques et pieuses ! ô Français ! avouez que cela est un peu welche. »

## Œuvre

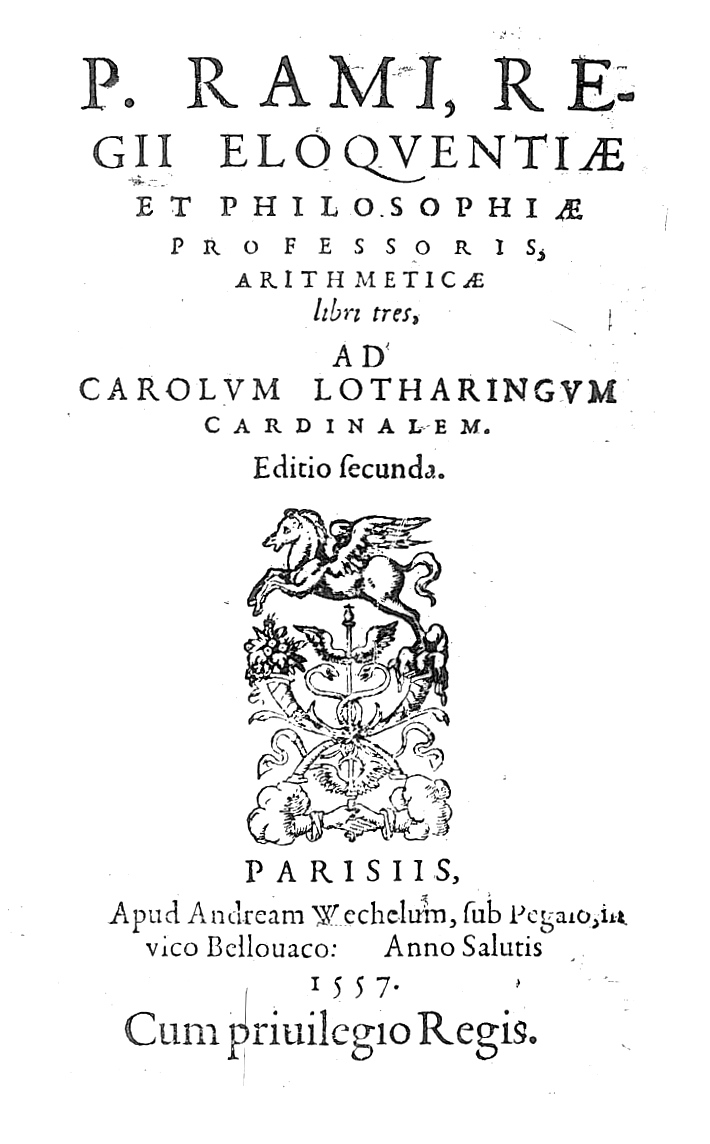
Arithmeticae libri tres, 1557

L’œuvre de la Ramée est caractérisée par la grande diversité des matières abordées (logique, philosophie, histoire, mathématiques) et également par sa complexité. En effet, Ramus a constamment remanié et republié ses propres ouvrages et on ne compte pas moins de vingt-et-une éditions différentes des Dialectica.
Son but est la refondation de l’enseignement suivant les principes de l’humanisme, par une unification de l’étude des sciences, les mathématiques ne représentant qu’une étude préliminaire à celles des arts du discours (Oratio 1544).
Son ambition est proclamée dans une oratio de 1546 : « Introduire l'éloquence dans la philosophie et la philosophie dans tout discours ».
Il dénonce la « morbus scolasticus », maladie scolastique, et l'admiration inconditionnelle d'Aristote.
Pour Ramus, « vauldroit beaucoup mieux avoir usaige sans art qu'art sans usaige ». Dans ses ouvrages traitant de logique, il adopte constamment une organisation en deux parties : 

« Les parties de Dialectique sont deux, Inuention & Iugement : La première declaire les parties separées, dont toute sentence est composée : la deuziesme monstre les manieres & especes de les disposer. »

"Declaire", déclarer au sens étymologique : rendre clair.
Outre sa réforme de la logique, il a proposé des réformes de l'orthographe, avec la distinction du u et du v d'une part, et du i et du j d'autre part, mais également entre les trois e : e, é, è. Sa proposition figure dans sa « Gramere » (Grammaire) qui paraît en 1562. Les lettres j et v sont dites ramistes. Cependant, cette distinction apparaît plus tôt chez Clément Marot, en 1558, dans une édition de ses Œuvres à Lyon par Jean de Tournes,. Pour l'espagnol, la même proposition se retrouve chez Antonio de Nebrija, dans sa Gramática de la lengua castellana de 1492. Giovanni Trissino recommande la même distinction pour l'italien dans son Epistola de le lettere nuovamente aggiunte alla lingua italiana parue à Vicence en 1529.

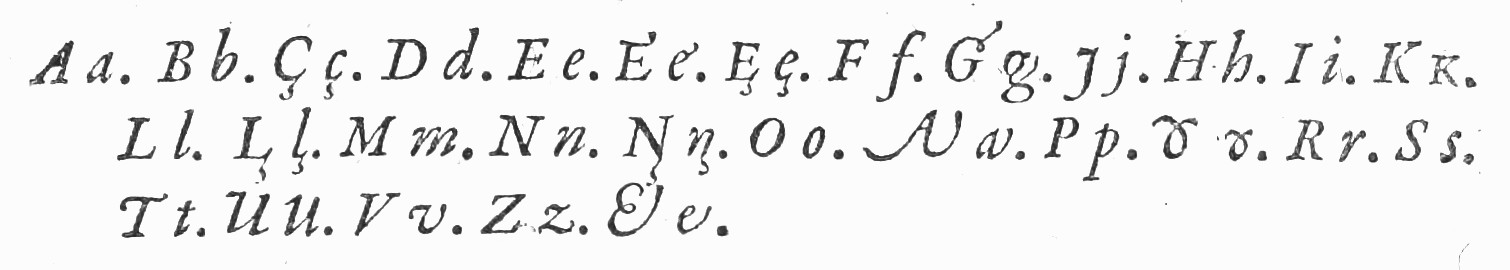
Alphabet français de La Ramée dans E̛tre̛nes de poe̛zie fransoȩze an vȩrs mezure̛s de Jean-Antoine de Baïf publié en 1574.

Il publie également des traités d'histoire et de théologie.

## Influence
Dans un monde où l'imprimerie donne le primat à la chose écrite, le ramisme s'offre comme alternative formelle à la logique et à la rhétorique classiques, développées dans un environnement que domine l'expression orale. Le ramisme connaît un moment de grande popularité, et l'on peut même parler d'une école ramiste dont les membres se recrutent en France, en Allemagne, en Suisse et aux Pays-Bas. En 1626, Francis Burgersdyk divise encore les logiciens de son époque en aristotéliciens, en ramistes et en semi-ramistes, ces derniers essayant, comme Rudolf Gloclenius l'aîné à Marburg ou Amandus Polanus à Bâle, de réconcilier les partis opposés. Les œuvres de Ramus figurent dans les manuels de logique des universités écossaises et il a des partisans dans l'Angleterre du XVIIe siècle. Nous possédons même un petit traité du poète John Milton, publié deux ans avant sa mort, sous le titre Artis Logicae Plenior Institutio ad Petri Rami Methodum concinnata.
Professeur d'Antoine Fouquelin, qui publiera, en guise de reconnaissance, une Rhétorique française en 1555, il permet la constitution du français comme langue nationale, ayant également une profonde influence sur la Pléiade, et plus tard sur Pierre Fontanier. Un de ses élèves, Nicolas de Nancel, publiera l'histoire de sa vie.
En mathématiques, ses travaux influenceront Bernard Salignac, Guillaume Gosselin, Jacques Peletier du Mans et François Viète. Il aura pour successeurs au Collège de France ses élèves Henri de Monantheuil, Jan Van Ostaeyen et Maurice Bressieu.

## Chaire de Ramus
Pierre de La Ramée a prévu dans son testament le don d'une rente de 500 livres pour créer une chaire au Collège royal de France qui doit être mise au concours tous les trois ans. Le roi Louis XIII a ordonné en 1611 que le testament de Ramus soit exactement exécuté. Cette chaire a pris le nom latinisé de son créateur, la chaire de Ramus. Elle a été remplie jusqu'en 1732, et après quelques années d'interruption, elle l'a été de nouveau.

## Publications
- (la) Aristotelicae Animadversiones — Dialecticae institutiones, Paris, 1543
- (la) Brutinae Quaestiones, Paris, 1549
- (la) Rhetoricae Distinctiones in Quintilianum, Paris, 1549
- (la) Pro Philosophica Parisiensis Academiae disciplina oratio, Paris, 1551
- Dialectique, Paris, 1555 (reprint par Wilhelm Risse, Stuttgart-Bad Cannstatt, 1964)
- Gramère, Paris, 1562
- (la) Scholarum physicarum libri octo, Paris, 1566
- (la) Scholae in liberales artes, Basilée  1569
- (la) Defensio pro Aristotele adversus Jacobum Schecium, Losanne 1571
- Grammaire de Pierre de la Ramée, lecteur du Roi en l'Université de Paris, Paris, 1572
- (la) Collectaneae, praefationes, epistolae, orationes, Paris, 1577
- (la) Commentarii de religione christiana, Francfort 1577
- (la) Scholae in tres primas liberales artes. Dialecticae, Animadversiones in Organum Aristotelis, Grammaticae, Rethoricae, Francfort 1581-1594
- (la) Ramae scholae et defensio Petri Rami contra Georgici Liebleri calumnias, Basilèe 1582

## Hommages
- À Saint-Quentin, dans l'Aisne, la rue Pierre-Ramus. Dans la même ville, se trouve l'ensemble scolaire Pierre de La Ramée constitué du seul lycée français à porter le nom du philosophe, le lycée général et technologique Pierre de La Ramée et du collège du même nom situé à quelques rues de là, rue de Metz.
- À Paris, la rue Ramus.
- À Aix-en-Provence, la place Ramus.
- À Toulouse, le lac/étang de la Ramée.